# Álvaro Santos Cejudo
Álvaro Santos Cejudo Moreno-Chocano (Daimiel, 19 de febrero de 1880-Alcázar de San Juan, 17 de septiembre de 1936) fue un ferroviario español asesinado durante la guerra civil del siglo XX, venerado como beato por la Iglesia católica.

## Biografía
Álvaro Santos Cejudo Moreno-Chocano nació en Daimiel, en la provincia de Ciudad Real (España), el 19 de febrero de 1880. Sus padres se llamaban Francisco Cejudo Lara y María Moreno-Chocano García. El ambiente familiar contribuyó favorablemente en su vocación para la vida religiosa. El 17 de junio de 1893 ingresó a Congregación de los Hermanos de las Escuelas Cristianas en Bujedo. En 1896 tomó el hábito religioso. Sin embargo, en 1901 tuvo que abandonar la congregación para ayudar a su familia. Entró a trabajar como maquinista en Ferrocarriles Españoles. Se casó con María Rubio Márquez, con quien tuvo siete de hijos, tres de los cuales murieron a corta edad y dos de sus hijas se hicieron trinitarias contemplativas.
Poco después de haber estallado la guerra civil, fue detenido el 2 de agosto de 1936, en Santa Cruz de Mudela (Ciudad Real). Sus compañeros de trabajo le habían acusado por tener dos hijas religiosas y por ser un "beato" que no hacía más que oír Misa. Fue encarcelado junto a los hermanos de las Escuelas Cristianas y trasladado después, al convento de los trinitarios, convertido en la cárcel, de Alcázar de San Juan. El 17 de septiembre, le sacaron de aquella cárcel y le mataron en el cementerio.

## Culto
El proceso de beatificación de Álvaro Santos se introdujo junto a la causa del obispo de Ciudad Real, Narciso de Esténaga y sus compañeros mártires. El grupo fue beatificado en Roma, por el papa Benedicto XVI, el 28 de octubre de 2007, junto a otros 497 mártires del siglo XX en España. Su fiesta se celebra el 6 de noviembre y sus restos se veneran, junto a seis mártires trinitarios, en la iglesia de Alcázar de San Juan. En la Orden trinitaria se le venera con el título de laico o bienhechor.